# Benhar (Djelfa)
Pour les articles homonymes, voir Benhar.
Benhar est une commune de la wilaya de Djelfa en Algérie.